# Júlia Zabala
Júlia Zabala Tomàs (Valencia, 1 de marzo de 1975 (50 años) estudió Filología Catalana en la Universidad de Valencia y actualmente trabaja como profesora de Lengua y Literatura Catalana en Villanueva y Geltrú (Barcelona) También ha cursado estudios sobre mundo árabe e islámico en la Universidad de Valencia, en la Universidad de Barcelona y en la Universidad Pablo Olavide de Sevilla. Aunque su campo de trabajo e investigación tiene que ver con la literatura árabe se ha especializado en el ámbito del análisis, la detección y la prevención de la radicalización de tipo terrorista.
Ha publicado diversas obras y antologías poéticas,  y parte de su producción poética ha sido traducida a otros idiomas tales como el castellano, húngaro, galés, alemán, rumano o francés. Entre sus obras podemos citar:
- El mateix silenci (1995),
- Raïm de vent (1996),
- Homenatge a la paraula: en memòria de Maria Mercè Marçal (CEIC Alfons el Vell, 1998),
- Poemes d’un segle: poesia occidental del segle XX (Edicions 96, 1999),
- Dotze poetes joves valencians (Tàndem, 2000),
- Cendres volades (2000)
- Tenebra blanca: antologia del poema en prosa en la literatura catalana contemporània (Proa, 2001),
- XXI poetes del XXI: antologia dels joves poetes catalans (Proa, 2001),
- Maleïdes les guerres. Poesia universal de tots els temps sobre els desastres de la guerra (Edicions 62, 2003).
- El cercle de les ànimes (2005)

- Tibar l’Arc. Una mirada a la poesía valenciana actual (Triallibres, 2012)[4][5]

También ha trabajado en el ámbito de la narrativa breve juvenil con obras como Tinta fresca (1994), obra escrita junto a  Sònia Valiente i Joan-Manuel Matoses. Además ha sido colaboradora de la publicación especializada “Caràcters”.

## Premios
Su poemario  “Raïm de vent” fue galardonado con el  “Premi 25 d’Abril de Benissa” de 1995.